# Латца, Данни
Да́нни Ла́тца (нем. Danny Latza; 7 декабря 1989, Гельзенкирхен, ФРГ) — немецкий футболист, полузащитник дюссельдорфской «Фортуны».

## Карьера
В пять лет записался в местную школу «Арминия Юкендорф», откуда в 9 лет перешёл в основную футбольную школу города — «Шальке». В 2007 году стал игроком второй команды «Шальке 04», откуда в 2008 году стал получать приглашения в основную команду. Первый матч в Бундеслиге сыграл 14 февраля 2009 года против «Бохума». На 83-й минуте он заменил Левана Кобиашвили. Тот матч тогда закончился со счётом 2:1 в пользу «Бохума». В сезоне 2009/10 попал в заявку, но участия в чемпионате не принимал, попав лишь один раз в запас.
1 июля 2011 года Латца перешёл в «Дармштадт 98».
В сезоне 2015/16 Данни Латца стал игроком «Майнца». В июне 2017 года Латца продлил контракт с клубом до 30 июня 2021 года.
17 марта 2021 года Латца согласился вернуться в «Шальке 04» на правах свободного агента на сезон 2021/22 годов, подписав двухлетний контракт, который был продлён еще на один сезон, когда «Шальке 04» добился повышения в классе за это время. Он был незамедлительно назначен капитаном команды под руководством главного тренера Димитриоса Граммозиса.